# Podbój Planety Małp
Podbój Planety Małp (ang. Conquest of the Planet of the Apes) – amerykański film fantastycznonaukowy z 1972 roku w reżyserii J. Lee Thompsona. Czwarta część serii Planeta Małp (1968). Zdjęcia kręcono w Los Angeles. Film uznawany jest za najbardziej brutalną część serii.

## Fabuła
Akcja rozgrywa się w 1991 roku (przyszłość dla twórców filmu). Tajemnicza zaraza wytrzebiła wszystkie psy i koty, więc ludzie udomawiają małpy. Jednakże są one wykorzystywane jak niewolnicy. W tym świecie pojawia się Caesar (po narodzinach nazwany Milo), dorosły syn inteligentnej pary szympansów, Ziry i Corneliusa. Dzięki opiece Armando, Caesar maskuje swoje umiejętności mówienia i myślenia. Jest też świadkiem brutalnej akcji policji, zapomina o ostrzeżeniach swojego opiekuna. Z kłopotów ratuje go Armando, ale sam zostaje aresztowany. Caesar zostaje wystawiony na licytacji, gdzie zostaje kupiony przez gubernatora Brecka. Momentem przełomowym jest śmierć Armando podczas policyjnego przesłuchania. Caesar staje na czele buntu małp.

## Obsada
- Roddy McDowall jako Caesar
- Don Murray jako gubernator Breck
- Natalie Trundy jako Lisa
- Hari Rhodes jako MacDonald
- Severn Darden jako Kolp
- Lou Wagner jako Busboy
- John Randolph jako przewodniczący komisji
- Asa Maynor jako pani Riley
- H.M. Wynant jako inspektor Hoskyns
- Ricardo Montalbán jako Armando
- Gordon Jump jako aukcjoner
- Paul Comi jako policjant
- Buck Kartalian jako Frank
- David Chow jako Aldo